# Dimocarpus dentatus
Dimocarpus dentatus là một loài thực vật có hoa trong họ Bồ hòn. Loài này được Meijer ex Leenh. mô tả khoa học đầu tiên năm 1971.